# Calociro
Calociro (en griego: Καλοκυρός; fallecido en 971) fue un pretendiente al trono bizantino durante la guerra ruso-bizantina (970-971) durante los reinados de Nicéforo II y Juan I Tzimisces.
Según los historiadores Juan Escilitzes y León el Diácono, Calociro era hijo de un estratego del Quersoneso. En 967 o 968, Nicéforo II le otorgó el título de patricio y lo envió a la corte de Sviatoslav I de Kiev para persuadirlo de que lanzara una invasión del Primer Imperio búlgaro, con el que Bizancio estaba en guerra. Calociro debía pagar a Sviatoslav quince mil libras de oro para sufragar los gastos del viaje.
Los historiadores griegos también alegan que Sviatoslav acordó apoyar a Calociro en su ambición de ganar el trono imperial, mientras que Calociro prometió recompensar a Sviatoslav con "grandes e incalculables tesoros de las arcas imperiales" y reconocer su conquista de Bulgaria.  Durante el siguiente conflicto entre la Rus de Kiev y el Imperio bizantino, Calociro (a quien supuestamente Sviatoslav amaba y respetaba como a su propio hermano) fue capturado por los bizantinos en Preslav y ejecutado.
La misión de Calociro en la Rus puede ser objeto de un oscuro registro inscrito en las páginas en blanco de un códice bizantino del siglo X. En este documento, un toparca griego relata su paso por el país hostil al norte del Mar Negro en algún momento entre 964 y 967. A.N. Sakharov cree que el documento describe el regreso de Calociro desde Kiev a través de la isla Berezán hasta Crimea, aunque la exactitud de esta interpretación eso objeto de debate.